# Саша Арсенић
Саша Арсенић (Загреб, 5. децембар 1978) је српски стрипски цртач и илустратор. 

## Биографија
Дипломирао је 2002. на Факултету примењених уметности у Београду, у класи проф. Растка Ћирића.
Стрипове је објављивао у магазинима Стрип вилајет, Багер и Мачак Изи (Србија), као и у Стрип креатор (Македонија). Радио је илустрације за уџбенике за Креативни центар и „Klett“, као и за Политикин Забавник, Емитор итд. У студију С. О. К. О., по сценарију Петра Петровића ради серијал „Репати Џим“ за магазин Динамит, као и насловне илустрације за серијализовани роман „Дубровачки гусар“ Бранка Видића и друге прилоге.
Радио је на дизајну за филм Алексе Гајића Technotise: Едит и ја.
Излагао на више групних изложби у Србији, Македонији и Босни и Херцеговини, као и једној заједничкој са Дарком Пајчином у Београду.

## Награде и признања
- Прва награда на конкурсу „Стрип и позориште“, БИТЕФ, Београд, 1997;
- Награда за илустрацију на Смотри младих балканских аутора, Лесковац 2007;
- Награда Политикиног Забавника на „Златном перу“, Београд 2007;
- Више награда на Међународном салону стрипа у Студентском културном центру у Београду.